# Большая Московская улица (Владимир)
Больша́я Моско́вская у́лица — улица в Октябрьском районе города Владимира. Проходит через исторический центр города от Золотых ворот до Большой Нижегородской улицы, является одной из магистральных улиц города, участком шоссе Москва — Нижний Новгород (бывшей Владимирки).

## Происхождение названия
В документах XVII—XVIII веков улица называется Большой. Она проходила по центру города, по вершине холма между Клязьмой и Лыбедью, начинаясь от Золотых ворот и продолжалась до Серебряных ворот (располагавшихся неподалёку от современной площади Фрунзе), объединяя в одно целое районы старого Владимира: Новый город, Кремль (Печерний город) и Ветшаный город. В конце XIX века западный участок улицы (до Соборной площади) получил дополнительное определение в названии — Московская, а восточный — Нижегородская.
В 1919 году Большая Московская улица и западная часть Большой Нижегородской улицы (до Сергиевской церкви) были переименованы в улицу III Интернационала — в честь международной организации, объединявшей коммунистические партии различных стран. После сноса Сергиевской церкви в 1929 году заметной границы между Большой Московской и Большой Нижегородской улицами не стало. Решением Главы администрации города Владимира № 1212-р от 13.09.1995 (подтверждено распоряжением № 1948-р от 17.12.1997) улице III Интернационала возвращено историческое название — Большая Московская.
Как отмечает владимирский краевед С. Н. Минин, «имя улицы — Большая — возникло не как оппозиция другой улице — Малой. Оно играло и играет ориентирующую роль. Через неё проходила дорога Владимирка и, как ручьи в большую реку, впадали в главную улицу боковые улицы и переулки». Неофициальное название улицы — Главная — достаточно часто встречается на открытках и снимках конца XIX века. Участок Большой Московской улицы от Соборной площади до Золотых ворот, излюбленное место прогулок молодёжи, в разговорной речи владимирцев с начала XX века получил название Шелопаевка, позднее — Шалопаевка.

## История
Большая улица, впервые упомянутая под этим названием в источниках начала XVII века, традиционно играла важную градообразующую роль, являлась средоточием торговой и коммерческой жизни, местом военных парадов, крестных ходов и праздничных гуляний.
До начала XIX века на Большой улице имелись два моста, с древности входившие в оборонительную систему города и соединявшие отдельные его части. Торговый мост соединял Кремль с Новым городом, а Ивановский — Кремль с Ветшаным городом. Ныне существующий мост, расположенный на месте старого Торгового, восстановлен в 1959 году благодаря строительству путепровода перед площадью Свободы (ныне — Соборной).
После утверждения в 1781 году регулярного плана Владимира Большая улица стала осью композиции планировки города. В соответствии с регулярным планом она застраивалась по «образцовым проектам» каменными строениями в два-три этажа. Сохранившиеся до настоящего времени здания городской Думы, Гостиного двора, Присутственных мест, Дворянского собрания, мужской гимназии, духовной семинарии по сегодняшний день определяют облик центральной улицы города. В 1899 году на Большой Московской улице значился 41 дом, из них только два — деревянных.
В 1836 году был создан городской общественный комитет «по изысканию средств к вымащиванию мостовых и площадей камнем» и в середине XIX века Большая улица была выложена булыжником. В феврале 1909 года часть улицы от мужской гимназии до Рождественского монастыря впервые осветилась электрическими фонарями. В том же году, когда закончилось оборудование электростанции в Манежном тупике, фонари поставили от здания Дворянского собрания до Золотых ворот. В 1920-е годы вдоль улицы III Интернационала уложены деревянные тротуары.
1 апреля 1935 года по улице III Интернационала открылось постоянное автобусное движение по маршруту Новоямская слобода — Химкомбинат. 5 ноября 1952 года по улице прошёл первый троллейбус.

## Памятники архитектуры и примечательные здания

### На нечётной стороне
- № 1. Усадьба вице-губернатора Адриана Дюнанта (1816). В 1880-х годах дом принадлежал генерал-лейтенанту Николаю Крузенштерну, старшему сыну адмирала Ивана Крузенштерна. С 1979 года — Дом архитектора.
- № 11. Бывший дом причта Николо-Златовратской церкви. Время постройки этого дома с точностью не известно. По всей вероятности, это вторая половина XIX столетия. По мнению владимирского краеведа Л. С. Богданова, в конце XIX — начале XX веков в верхнем этаже дома жили представители причта Николо-Златовратской церкви, а первый этаж сдавался под торговые заведения. Так, слева находился магазин минеральных вод Мальцева; справа — магазин дамских шляп Гончарова; в палатке, построенной в 1904 году, находилась бакалейная лавочка, позднее — часовня и музыкальная мастерская Прозорова.
- № 13. Кинотеатр «Художественный», бывший электротеатр «Ампир» (1913, архитектор Сергей Жаров)[2].
- № 19. Торговые ряды (1787, неоднократно перестраивались, в том числе в 1911 году Сергеем Жаровым[2]). Образцом для владимирских Торговых рядов послужил Гостиный двор в Санкт-Петербурге.
- № 29. Городской банк (1896, архитектор М. П. Кнопф).
- № 33. Дом дворянского собрания (Дом офицеров, 1826). В 1834—1855 годах здесь находилась первая в городе публичная библиотека. 25 июня 1927 года в этом здании выступал Владимир Маяковский.
- № 35. Здание мужской гимназии (1841), в которой учились Николай и Александр Столетовы, Константин Бальмонт и другие.

### На чётной стороне
- № 2. Дом титулярного советника Г. Т. Мещерягина (1792). Дом, построенный в формах провинциального классицизма, удачно оформлял начало центральной улицы и считался лучшим в городе. Летом 1798 года здесь останавливался император Павел I. C 1798 по 1918 год в здании размещалась почтово-телеграфная контора.
- № 4. Здание, построенное в 1928 году на месте дома титулярного советника Н. А. Адоева, отмечено мемориальной доской: «В доме, стоявшем на месте этого здания, в 1838 году жил А. И. Герцен».
- № 6. Мемориальная творческая мастерская Б. Ф. Французова (мемориальная доска Б. Ф. Французову[3])
- № 24. Центр изобразительного искусства. Располагается в бывшем доме владимирского губернатора (1798). В 1807—1841 годах здесь располагалась мужская гимназия, позднее — пожарная контора, офицерское собрание и другое.
- № 26. В этом доме с 1793 по 1797 год жил Михаил Лазарев — мореплаватель, командующий Черноморским флотом, участник Первой русской антарктической экспедиции (1819—1821) в качестве командира шлюпа «Мирный».
- № 38. Кинотеатр «Кругозор». Располагается в здании бывшего жилого дома, памятника архитектуры конца XVIII века. Неподалёку стояла Пятницкая (Знаменская) церковь (1770, снесёна в 1960-х).
- № 46. В этом доме родился и жил Юрий Левитан — диктор Всесоюзного радио.
- № 54. Здание городской Думы (1907), в 1948—1985 годах — Дворец пионеров и школьников.
- № 58. Здание губернских Присутственных мест («Палаты», 1785—1790). В здании располагались казённая палата, палаты гражданского и уголовного суда, отсюда народное название «Палаты». В 1797 году здесь открылась первая в городе типография. С 1993 года — культурно-образовательный центр Владимиро-Суздальского музея-заповедника.
- № 62. Дом губернатора (1807), с 1988 года в здании располагается областное телевидение.
- № 64. Городской музей (1900), в настоящее время здесь размещается экспозиция «История Владимирского края».
- № 66А. Николо-кремлёвская церковь (1769, построена на месте более древнего деревянного храма), типичный образец бесстолпной летней посадской церкви. С 1962 года в храме размещается городской планетарий.
- № 68. Церковь Рождества Христова (1866).
- № 70. Богородице-Рождественский монастырь. Основан в 1191 году Всеволодом III. С середины XIII века до 1323 года являлся резиденцией русских митрополитов. До середины XVI века числился первым по рангу среди русских монастырей. В XIII—XIV веках — один из крупнейших центров русского летописания. В 1722 году на территории монастыря было открыто первое в городе учебное заведение — цифирная школа. Ансамбль Рождественского монастыря включает в себя стены с башнями и воротами (XVIII век), келейный и больничный корпуса (после 1691 года), здание архиерейских палат (1748), дом архимандрита (после 1689 года), казённые кельи (после 1659).
- № 74. Гостинично-торговый комплекс «Владимир» (1956, памятник современной архитектуры).
- № 104. Духовная семинария.
- № 106А. Церковь Успения Богородицы (1644—1649, построена на месте старой деревянной церкви XVII века) — действующий храм старообрядческой общины.

## Галерея
- Торговые ряды
- Городской банк
- Здание городской Думы
- Рождественский монастырь
- Богородице-Успенская старообрядческая церковь

- Выход на Большую Московскую Музейной улицы
- Выход на Большую Московскую Кремлёвской улицы
- Выход на Большую Московскую улицы Столетовых
- Выход на Большую Московскую улицы Осьмова
- Выход на Большую Московскую улицы Чехова
- Выход на Большую Московскую улицы Златовратского

## Цитаты
Обедали мы во Владимире. Это очень недурной городок, и если судить по той улице, через которую мы проезжали — то не хуже Нижнего; но кондуктор говорит, что только одна улица порядочная и есть во всём Владимире.
— Н. А. Добролюбов, 1853